# Wolfgang Hackel
Wolfgang Hackel (ur. 27 listopada 1942 w Horní Libchavie, wówczas Oberlieblich) – niemiecki polityk, menedżer, samorządowiec i politolog, od 1980 do 1985 deputowany Bundestagu, od 1985 do 1989 poseł do Parlamentu Europejskiego.

## Życiorys
Syn farmaceuty. W 1963 zdał egzamin maturalny, następnie studiował ekonomię i politologię na Wolnym Uniwersytecie Berlińskim, uzyskując w 1969 magisterium. Na tej uczelni odbył studia podyplomowe i rozpoczął pracę jako nauczyciel akademicki, a w 1978 obronił doktorat poświęcony perspektywom politycznym członków Junge Union. W latach 1974–1978 pozostawał dyrektorem zarządzającym w związku średnich firm (Verband „Mittelständische Unternehmen”), od 1976 do 1978 pracował również jako dziennikarz. Później był partnerem w różnych spółkach.
W 1966 włączył się w działalność polityczną w ramach Unii Chrześcijańsko-Demokratycznej. Działał w partyjnej młodzieżówce Junge Union, był m.in. jej rzecznikiem prasowym w Berlinie i doradcą zarządu krajowego. W 1975 wybrano go radnym Izby Deputowanych w Berlinie, znalazł się także we władzach dzielnicy Neukölln. W latach 1980–1985 zasiadał w Bundestagu.
W 1984 bez powodzenia kandydował do Parlamentu Europejskiego, mandat uzyskał 1 grudnia 1985 w miejsce Gero Pfenniga. Przystąpił do Europejskiej Partii Ludowej, należał do Komisji Budżetowej, Delegacji ds. stosunków z Kanadą oraz Delegacji ds. stosunków ze Związkiem Socjalistycznych Republik Radzieckich. Od 1990 do 1994 był radnym w Poczdamie, zaś od 1994 do 2004 zasiadał w landtagu Brandenburgii. W tym gremium był m.in. szefem komisji budżetowej i liderem frakcji CDU. Od października 1999 do października 2000 należał do władz kraju związkowego jako minister edukacji, badań naukowych i kultury (zrezygnował z powodu łączenia zbyt wielu zajęć biznesowych z polityką). Został honorowym przewodniczącym CDU w okręgu Poczdam-Mittelmark.

## Odznaczenia
Odznaczony m.in. Krzyżem Zasługi na Wstędze Orderu Zasługi Republiki Federalnej Niemiec (1990).

## Życie prywatne
Jest żonaty, ma syna i córkę. Wyznaje katolicyzm.